# Dielsiochloa
Dielsiochloa  Pilg. é um género botânico pertencente à família Poaceae, subfamília Pooideae, tribo Aveneae.
O gênero apresenta uma única espécie. Ocorre na América do Sul.

## Espécie
- Dielsiochloa floribunda (Pilg.) Pilg.